# 2025년 인도
다음은 인도의 2025년에 대한 사건 목록이다.

## 재임자

### 중앙정부
| 직책                  | 이름                             | 이미지 | 취임일           |
| --------------------- | -------------------------------- | ------ | ---------------- |
| 인도 대통령           | 드라우파디 무르무 (나이 67)      |        | 2022년 7월 25일  |
| 인도 부통령           | 공석                             | TBA    | 2025년 7월 21일  |
| 인도 총리             | 나렌드라 모디 (나이 74)          |        | 2014년 5월 26일  |
| 인도 대법원장         | 부샨 람크리슈나 가바이 (나이 64) |        | 2025년 5월 13일  |
| 로크 사바 의장        | 옴 비를라 (나이 62)              |        | 2019년 6월 19일  |
| 인도 선거 관리 위원장 | 갸네쉬 쿠마르 (나이 61)          |        | 2025년 2월 19일  |
| 국방부 장관           | 아닐 차우한 (나이 64)            |        | 2024년 9월 30일  |
| 인도 준비은행 총재    | 산자이 말호트라 (나이 57)        |        | 2024년 12월 11일 |
| 로크 사바             | 제18대 로크 사바                 |        | 2024년 6월 4일   |

### 주 정부
| 주                 | 주지사                         | 수석장관               | 정당   | 정치 동맹              | 대법원장                   |
| ------------------ | ------------------------------ | ---------------------- | ------ | ---------------------- | -------------------------- |
| 안드라프라데시주   | S. 압둘 나지르                 | 나라 찬드라바부 나이두 | TDP    | 국민민주동맹           | 디라지 싱 타쿠르           |
| 아루나찰프라데시주 | 카이발랴 트리비크람 파르나이크 | 페마 칸두              | BJP    | 국민민주동맹           | 비제이 비슈노이            |
| 아삼주             | 락슈만 프라사드 아차리야       | 히만타 비스와 사르마   | BJP    | 국민민주동맹           | 비제이 비슈노이            |
| 비하르주           | 아리프 모하메드 칸             | 니티시 쿠마르          | JD(U)  | 국민민주동맹           | K. 비노드 찬드란           |
| 차티스가르주       | 라멘 데카                      | 비슈누 데오 사이       | BJP    | 국민민주동맹           | 라메시 신하                |
| 고아주             | P. S. 스리드하란 필라이        | 프라모드 사완트        | BJP    | 국민민주동맹           | 데벤드라 쿠마르 우파드야야 |
| 구자라트주         | 아차리야 데브 브라트           | 부펜드라바이 파텔      | BJP    | 국민민주동맹           | 수니타 아가르왈            |
| 하리아나주         | 반다루 다타트레야              | 나얍 싱 사이니         | BJP    | 국민민주동맹           | 실 나구                    |
| 히마찰프라데시주   | 시브 프라탑 슈클라             | 수크빈더 싱 수쿠       | INC    | 인도 국가개발 포괄동맹 | M. S. 라마찬드라 라오      |
| 자르칸드주         | 산토시 쿠마르 강그와르         | 헤만트 소렌            | JMM    | 인도 국가개발 포괄동맹 | M. S. 라마찬드라 라오      |
| 카르나타카주       | 타와르 찬드 게흘로트           | 싯다라마이아           | INC    | 인도 국가개발 포괄동맹 | 닐라이 비핀찬드라 안자리아 |
| 케랄라주           | 라젠드라 알레카르              | 피나라이 비자얀        | CPI(M) | 인도 국가개발 포괄동맹 | 아시시 지텐드라 데사이     |
| 마디아프라데시주   | 망구바이 파텔                  | 모한 야다브            | BJP    | 국민민주동맹           | 수레시 쿠마르 카이트       |
| 마하라슈트라주     | C.P. 라다크리슈난              | 데벤드라 파드나비스    | BJP    | 국민민주동맹           | 데벤드라 쿠마르 우파드야야 |
| 마니푸르주         | 아자이 쿠마르 발라             | 대통령 통치            | BJP    | 국민민주동맹           | 싯다르트 므리둘            |
| 메갈라야주         | C. H. 비자야샹카르             | 콘래드 상마            | NPP    | 국민민주동맹           | S. 바이댜나탄              |
| 미조람주           | V. K. 싱                       | 랄두호마               | ZPM    | 지역 정당              | 비제이 비슈노이            |
| 나갈랜드주         | 라. 가네산                     | 네이피우 리오          | NDPP   | 국민민주동맹           | 비제이 비슈노이            |
| 오디샤주           | 캄밤파티 하리 바부             | 모한 차란 마지         | BJP    | 국민민주동맹           | 차크라다리 샤란 싱         |
| 펀자브주           | 굴라브 찬드 카타리아           | 바그완트 만            | AAP    | 인도 국가개발 포괄동맹 | 실 나구                    |
| 라자스탄주         | 하리바우 키산라우 바가데       | 바잔 랄 샤르마         | BJP    | 국민민주동맹           | 마닌드라 모한 스리바스타바 |
| 시킴주             | 옴 프라카시 마투르             | 프렘 싱 타망           | SKM    | 국민민주동맹           | 비스와나트 소마데르        |
| 타밀나두주         | R. N. 라비                     | M. K. 스탈린           | DMK    | 인도 국가개발 포괄동맹 | 산자이 V. 강가푸르왈라     |
| 텔랑가나주         | 지슈누 데브 바르마             | 레반트 레디            | INC    | 인도 국가개발 포괄동맹 | 알록 아라데                |
| 트리푸라주         | N. 인드라세나 레디             | 마닉 사하              | BJP    | 국민민주동맹           | 아파레시 쿠마르 싱         |
| 우타르프라데시주   | 아난디벤 파텔                  | 요기 아디티아나트      | BJP    | 국민민주동맹           | 아룬 반살리                |
| 우타라칸드주       | 구르미트 싱                    | 푸슈카르 싱 담미       | BJP    | 국민민주동맹           | 구하나탄 나렌다르          |
| 서벵골주           | C. V. 아난다 보세              | 마마타 바네르지        | AITC   | 인도 국가개발 포괄동맹 | T. S. 시바그나남           |

### 연방 직할지 정부
| 주                            | 부총독 및 행정관               | 수석장관      | 정당  | 정치 동맹              | 대법원장                                   |
| ----------------------------- | ------------------------------ | ------------- | ----- | ---------------------- | ------------------------------------------ |
| 안다만 니코바르 제도          | 데벤드라 쿠마르 조시 (부총독)  | Red X         | Red X | Red X                  | T. S. 시바그나남 (캘커타 고등법원)         |
| 찬디가르                      | 굴라브 찬드 카타리아 (행정관)  | Red X         | Red X | Red X                  | 실 나구 (펀자브 하리아나 고등법원)         |
| 다드라 나가르하벨리 다만 디우 | 프라풀 코다 파텔 (행정관)      | Red X         | Red X | Red X                  | 알록 아라데 (봄베이 고등법원)              |
| 델리                          | 비나이 쿠마르 삭세나 (부총독)  | 레카 굽타     | BJP   | 국민민주동맹           | 데벤드라 쿠마르 우파드야야 (델리 고등법원) |
| 잠무 카슈미르                 | 마노지 신하 (부총독)           | 오마르 압둘라 | JKNC  | 인도 국가개발 포괄동맹 | 아룬 팔리 (잠무 카슈미르 라다크 고등법원)  |
| 라다크                        | B. D. 미슈라 (부총독)          | Red X         | Red X | Red X                  | 아룬 팔리 (잠무 카슈미르 라다크 고등법원)  |
| 락샤드위프 제도               | 프라풀 코다 파텔 (행정관)      | Red X         | Red X | Red X                  | 니틴 마두카르 잠다르 (케랄라 고등법원)     |
| 푸두체리                      | 쿠니이일 카일라슈나탄 (부총독) | N. 랑가스와미 | AINRC | 국민민주동맹           | 칼파티 라젠드란 스리람 (마드라스 고등법원) |

## 사건

### 1월
- 1월 3일 –
  - 러크나우에서 한 친척에 의해 명예살인으로 의심되는 사건으로 일가족 여성 5명이 칼에 찔려 사망한다.[1]
  - 1월 1일 실종된 언론인 무케시 찬드라카르의 시신이 차티스가르주, 비자푸르의 도로 건설 계약업자 소유의 건물 내 정화조에서 발견된다.[2]
- 1월 5일 – 구자라트주, 포르반다르에서 인도 해안경비대의 HAL 드루브 헬리콥터가 훈련 비행 중 추락하여 승무원 3명이 사망한다.[3]
- 1월 6일 –
  - 인도에서 첫 HMPV 바이러스 사례가 벵갈루루에서 발견된다.[4]
  - 차티스가르주 비자푸르구에서 낙살라이트가 설치한 지뢰에 차량이 부딪혀 경찰관 8명을 포함한 9명이 사망한다.[5]
  - 아삼주, 디마 하사오구의 탄광 침수로 광부 9명이 사망한다.[6][7]
- 1월 9일 – 안드라프라데시주, 티루파티의 벤카테스와라 사원, 티루말라에서 압사 사고가 발생하여 최소 6명이 사망하고 다수가 부상당한다.[8][9]
- 1월 10일 – 라센 & 투브로 회장 S. N. 수브라마니안의 주 90시간 근무 및 일요일 근무 발언은 일과 생활의 균형에 대한 분노와 논쟁을 촉발한다.[10]
- 1월 13일 – 잠무 카슈미르의 소나마르그 터널이 나렌드라 모디 총리가 참석한 가운데 개통된다.[11]
- 1월 13일~2월 26일 – 2025 프라야그 마하 쿰브 멜라.[12][13]
- 1월 16일 – 배우 사이프 알리 칸이 뭄바이 자택에서 강도 용의자로 추정되는 미상의 남성에게 칼에 찔린다.[14][15]
- 1월 18일 – 산자이 로이가 콜카타의 세알다 법원에서 2024년 콜카타 강간 살인 사건으로 유죄 판결을 받는다.[16]
- 1월 19일 – 가스통 폭발로 인한 화재로 2025 프라야그 마하 쿰브 멜라 축제장 임시 천막 18개가 파괴된다. 부상자는 보고되지 않았다.[17]
- 1월 20일 – 콜카타의 세알다 법원은 2024년 콜카타 강간 살인 사건 유죄 판결을 받은 산자이 로이에게 가혹한 종신형을 선고한다.[18]
- 1월 22일 –
  - 마하라슈트라주, 파초라 근처에서 승객 열차가 오작동하는 화재 경보로 다른 열차에서 내린 사람들과 충돌하여 13명이 사망하고 15명이 부상당한다.[19]
  - 카르나타카주, 옐라푸르의 국도 63호선에서 트럭이 협곡으로 떨어져 10명이 사망하고 15명이 부상당한다.[20]
- 1월 24일 – 마하라슈트라주, 반다라구의 병기 공장에서 폭발 사고가 발생하여 8명이 사망한다.[21]
- 1월 29일 – 프라야그라지에서 열린 2025 프라야그 마하 쿰브 멜라에서 압사 사고가 발생하여 최소 30명이 사망한다.[22]

### 2월
- 2월 1일 – NAAC 등급 뇌물 사건: CBI는 유리한 NAAC 등급을 위해 뇌물을 받은 혐의로 NAAC의 회장과 6명의 위원을 체포한다.
- 2월 2일 – 구자라트주, 사푸타라 근처에서 순례자를 태운 버스가 협곡으로 추락하여 5명이 사망하고 35명이 부상당한다.[23]
- 2월 5일 – 2025 델리 주의회 선거: 인도 인민당이 델리 주의회에서 3분의 2의 과반수를 획득한다.[24]
- 2월 6일 – 마디아프라데시주, 시브푸리구에서 인도 공군의 다소 미라주 2000 전투기가 추락한다. 탑승했던 조종사 2명은 무사히 탈출한다.[25]
- 2월 9일 –
  - 2025 비자푸르 충돌에서 낙살라이트 31명과 군인 2명이 사망한다.[26]
  - N. 비렌 싱은 진행 중인 주 내 민족 폭력으로 마니푸르 수석 장관직을 사임한다.[27]
- 2월 10일 – 란비르 알라하바디아의 쇼 인도의 잠재력에서의 발언은 소셜 미디어의 음란물에 대한 자유 연설과 법률에 대한 전국적인 분노와 논쟁을 촉발한다.[28][29]
- 2월 13일 – 연방 정부는 진행 중인 주 내 민족 폭력으로 마니푸르주에 대통령 통치를 부과한다.[30]
- 2월 14일 – 잠무 카슈미르에서 서점들에 대한 일련의 경찰 급습이 이루어지며, 불법 이슬람 단체인 자마트에이슬라미와 관련된 출판사에서 발행된 668권의 책이 압수된다.[31]
- 2월 15일 –
  - 프라야그라지에서 2025 프라야그 마하 쿰브 멜라로 향하던 순례자를 태운 SUV가 버스와 충돌하여 SUV 탑승자 10명 전원이 사망한다.[32]
  - 뉴델리역에서 압사 사고가 발생하여 최소 18명이 사망한다.[33]
- 2월 16일 – 프라크리티 람살 자살.
- 2월 19일 – BJP가 레카 굽타를 델리 수석장관으로 임명한다.[34]
- 2월 21일 –
  - 케랄라주 정부가 인베스트 케랄라 글로벌 서밋을 개최한다.[35]
  - 인도 약물 관리 총국은 서아프리카 국가에서 해당 약물로 인한 광범위한 중독 및 사망 보고에 따라 타펜타돌과 카리소프로돌 등 아편류의 제조 및 수출 금지를 명령한다.[36]
- 2월 22일 –
  - 단바드 근처에서 SUV가 2025 프라야그 마하 쿰브 멜라로 향하던 트럭과 충돌하여 6명이 사망하고 2명이 부상당한다.[37]
  - 텔랑가나주, 나가르쿠르눌구에서 스리살리암 좌안 운하가 붕괴하여 노동자 8명이 실종된다.[38]
- 2월 26일 – 잠무 카슈미르 라조우리구에서 군 트럭이 무장 세력의 공격을 받는다.[39]
- 2월 28일 – 우타라칸드주, 마나의 국경 도로 기구 캠프에 눈사태가 발생하여 8명이 사망한다.[40]

### 3월
- 3월 1일 – 델리는 대기 오염 문제로 3월 31일부터 도시 내에서 10년 이상 된 차량의 연료 보급을 금지한다.[41]
- 3월 7일 –
  - 하리아나주, 판치쿨라구에서 인도 공군의 SEPECAT 재규어가 훈련 중 추락한다. 조종사는 무사히 탈출한다.[42]
  - 서벵골주 바그도그라 공항 착륙 중 인도 공군의 안토노프 An-32가 추락한다. 사망자는 보고되지 않았다.[43]
- 3월 9일 – 인도가 두바이에서 2025 ICC 챔피언스 트로피에서 사상 세 번째로 우승한다.[44]
- 3월 17일 – 2025 나그푸르 폭력: 마하라슈트라주, 나그푸르에서 무굴 황제 아우랑제브의 무덤 철거를 요구하는 시위에서 최소 30명이 부상당한다.[45]
- 3월 18일 – 우타르프라데시주, 피로자바드의 데훌리 마을에서 1981년 24명의 달리트를 살해한 혐의로 마인푸리의 특별 법원에서 3명이 유죄 판결을 받고 사형을 선고받는다.[46]
- 3월 20일 – 차티스가르주 단테와다구와 칸케르구에서 경찰과 낙살라이트 간의 충돌로 낙살라이트 30명과 경찰관 1명이 사망한다.[47]
- 3월 27일 – 잠무 카슈미르 카투아구에서 충돌로 경찰관 4명과 무장 세력 3명이 사망한다.[48]
- 3월 29일~4월 3일 – 2025 바라나시 집단 강간: 우타르프라데시주, 바라나시에서 19세 소녀가 23명의 남성에게 윤간당한다.
- 3월 29일 – 차티스가르주 수크마구에서 경찰과의 충돌로 낙살라이트 16명이 사망한다.[49]
- 3월 30일 – 쿠타크의 니르군디 기차역 근처에서 벵갈루루-카마키아 열차 11량이 탈선하여 1명이 사망하고 8명이 부상당한다.[50]
- 3월 31일 – 서벵골주, 파타르프라티마에서 불법 불꽃놀이 공장으로도 사용되는 주택에서 가스통 폭발로 인한 화재로 일가족 8명이 사망한다.[51]

### 4월
- 4월 1일 –
  - 구자라트주, 디사의 불법 불꽃놀이 공장에서 폭발 사고가 발생하여 최소 21명이 사망한다.[52][53]
  - 자르칸드주, 사헤브간지 근처에서 열차 2대가 충돌하여 2명이 사망하고 4명이 부상당한다.[54]
- 4월 2일 –
  - 2025 인도-파키스탄 폭염: 인도와 파키스탄이 여러 지역에서 47°C에서 53°C에 이르는 폭염에 시달린다. 이 사건은 남아시아 전역의 기후 변화 및 기상 패턴 변화와 관련이 있다.[55]
  - 구자라트주, 잠나가르구에서 인도 공군의 SEPECAT 재규어 전투기가 추락하여 조종사 1명이 사망하고 다른 조종사 1명이 부상당한다.[56]
- 4월 5일 – 1923년 무살만 와크프 법을 대체하고 1995년 와크프 법을 개정하는 2025년 와크프 (개정) 법이 발효된다.
- 4월 8일 – 무르시다바드 폭력: 서벵골주, 무르시다바드에서 2025년 와크프 (개정) 법에 대한 시위 중 충돌로 3명이 사망한다.[57]
- 4월 10일 – 26/11 테러에서 인도에서 수배된 파키스탄 태생 캐나다 국적의 테러리스트 타하우르 후세인 라나가 미국에서 체포되어 인도된 후 델리에 도착한다.[58]
- 4월 12일 – 2025 나이니탈 아동 성폭행 사건: 우타라칸드주, 나이니탈에서 12세 소녀가 73세 남성에게 강간당한다.[59]
- 4월 19일 – 뉴델리에서 주거용 건물 붕괴로 11명이 사망한다.[60]
- 4월 21일 – 중앙 정부는 교황 프란치스코의 사망에 대해 3일간의 국가 애도 기간을 선포한다.[61]
- 4월 22일 – 2025 파할감 테러: 잠무 카슈미르 파할감을 방문하던 관광객 그룹에 대한 테러리스트 공격으로 최소 26명이 사망한다.[62] 파키스탄 기반의 유엔 지정 테러리스트 그룹인 라슈카레 타이바의 분파인 저항 전선(TRF)이 공격의 책임을 주장한다.[63]
- 4월 25일 – 2025 인도-파키스탄 대치: 인도와 파키스탄 군인들이 통제선을 따라 짧게 교전을 벌인다.[64]
- 4월 27일 – 마디아프라데시주, 만드사우르구에서 승합차가 자전거와 충돌한 후 우물에 추락하여 12명이 사망하고 4명이 부상당한다.[65]
- 4월 28일 – 인도가 프랑스로부터 라팔 전투기 26대를 구매하는 계약을 체결한다.[66]
- 4월 29일 – 콜카타의 리투라지 호텔에서 화재가 발생하여 14명이 사망한다.[67]

### 5월
- 5월 3일 – 고아주, 시르가오의 스리 라이라이 데비 사원에서 힌두교 축제 중 압사 사고가 발생하여 최소 6명이 사망한다.[68]
- 5월 5일 – 카르나타카주, 쿠두푸에서 크리켓 경기 중 파키스탄 진다바드를 외쳤다는 이유로 한 남성이 구타당해 사망한다. 15명이 체포된다.[69]
- 5월 7일 –
  - 2025 인도 민방위 모의 훈련: 인도 내무부가 2025 파할감 테러 이후 파키스탄과의 긴장에 대응하여 인도 244개 구역에서 모의 훈련을 실시한다.
  - 차티스가르주 비자푸르구에서 보안군과의 충돌로 낙살라이트 최소 15명이 사망한다.[70]
- 5월 7일~5월 10일 – 신두르 작전: 인도 육군과 인도 공군이 2025 파할감 테러에 대응하여 파키스탄 내 목표물에 대해 '신두르 작전'으로 명명된 정밀 타격을 감행한다.[71]
- 5월 10일 – 신두르 작전: 인도와 파키스탄이 휴전 협정을 체결한다.[72]
- 5월 12일 – 크리켓 선수 비라트 콜리가 테스트 크리켓 은퇴를 선언한다.[73]
- 5월 13일 –
  - 잠무 카슈미르 쇼피안구에서 보안군과의 총격전으로 무장 세력 3명이 사망한다.[74]
  - 암리차르 지역에서 오염된 술을 마시고 최소 14명이 사망한다.[75]
- 5월 14일 –
  - 정부는 낙살 반군에 대한 성공적인 검은 숲 작전을 발표한다.
  - 마니푸르주, 찬델구에서 보안군과의 총격전으로 무장 세력 10명이 사망한다.[76][77]
- 5월 15일 – 잠무 카슈미르 아완티포라 구역에서 보안군과의 총격전으로 JeM 무장 세력 3명이 사망한다.[78][79]
- 5월 16일 – 러블리 프로페셔널 대학교의 수단 학생 모하메드 와다가 사촌과 함께 여성 친구들을 괴롭히는 것을 막으려다 다른 학생 6명에게 칼에 찔려 사망한다.[80][81]
- 5월 17일 – 인도는 공동 육로 국경을 통해 방글라데시 기성복 수출을 금지한다.[82]
- 5월 18일 – 하이데라바드의 3층 건물 화재로 최소 17명이 사망한다.[83]
- 5월 19일 –
  - 하리아나주 기반의 여행 인플루언서이자 유튜버인 조티 말호트라가 파키스탄 여행 이력에 따라 파키스탄 스파이 혐의로 체포된다.[84]
  - 사티시 다완 우주 센터에서 발사된 EOS-09 위성이 발사 직후 실패한다.[85]
- 5월 20일 –
  - 벵갈루루에서 비 관련 사건으로 5명이 사망한다.[86][87]
  - 카르나타카주 기반 작가 바누 무슈타크가 단편 소설집 '하트 램프'로 2025년 국제 부커상을 수상하며, 이는 칸나다어 작품으로는 처음으로 수상하는 기록이다.[88]
- 5월 21일 – 2025 아부지마르 충돌: 차티스가르주 나라얀푸르구의 아부지마르에서 경찰과의 충돌로 낙살라이트 27명이 사망한다.[89][90]
- 5월 23일 – 라자 라그후반시 살인 사건.
- 5월 24일 – 라이베리아 화물선 MSC ELSA 3호가 케랄라주 해안에서 침몰한다. 탑승자 24명 전원이 구조된다.[91]
- 5월 27일 – 전 인도 레슬링 연맹 회장 브리주 부샨 샤란 싱이 미성년 여성 레슬링 선수가 제기한 성희롱 혐의에 대해 델리 법원에서 무죄 판결을 받는다.[92]
- 5월 28일 – 푸닐랄 메헤르가 2018년 오디샤주에서 두 명이 사망한 파트나가르 폭탄 테러로 유죄 판결을 받고 종신형을 선고받는다.[93]
- 5월 31일 –
  - 하이데라바드에서 미스 월드 2025 대회가 열리며, 인도 대표 난디니 굽타가 상위 20위에 든다.[94]
  - 아삼주에서 홍수와 산사태로 최소 5명이 사망한 것으로 보고된다.[95]

### 6월
- 6월 1일 – 시킴주, 차텐의 육군 캠프에서 산사태로 군인 3명이 사망한다.[96]
- 6월 4일 – 벵갈루루에서 로열 챌린저스 방갈로르의 인디언 프리미어리그 우승 기념 행사 중 압사 사고가 발생하여 최소 11명이 사망한다.[97]
- 6월 6일 – 잠무 카슈미르의 우담푸르-바라물라 철도가 나렌드라 모디 총리가 참석한 가운데 개통된다.[98]
- 6월 7일 – 무장 메이테이인 단체인 아람바이 텐골의 지도자 아셈 카난 싱이 임팔 공항에서 다른 관리 4명과 함께 체포되어 마니푸르주 전역에서 소요 사태가 발생한다.[99]
- 6월 9일 –
  - 차티스가르주 수크마구에서 낙살라이트의 폭탄 공격으로 경찰관 1명이 사망한다.[100]
  - 싱가포르 국적 화물선 MV 완 하이 503호가 케랄라주 해안에서 화재가 발생하여 선원 4명이 실종된다.[101]
  - 뭄바이의 디바와 코파르 철도역 사이에서 과밀 열차에서 추락하여 최소 4명이 사망하고 여러 명이 부상당한다.[102][103]
- 6월 12일 – 에어 인디아 171편 추락 사고: 에어 인디아가 운항하는 보잉 787-8 드림라이너 여객기가 아마다바드 공항 이륙 직후 추락하여 최소 279명이 사망한다.[104]
- 6월 14일 – 마니푸르주에서 진행 중인 민족 폭력 속에서 보안군의 합동 작전으로 최소 328정의 총기와 9,300발의 탄약이 회수된다.[105][106]
- 6월 15일~7월 15일 – 2025 라자 사바 선거.[107]
- 6월 15일 –
  - 푸네의 인드라야니강 근처에서 다리 붕괴로 4명이 사망하고 32명이 부상당한다.[108][109]
  - 우타라칸드주, 케다르나트에서 헬리콥터 추락 사고로 7명이 사망한다.[110]
- 6월 17일 – 인도와 캐나다는 2023년 밴쿠버에서 발생한 시크교 분리주의자 하르디프 싱 니자르 살해 사건으로 시작된 분쟁 이후 정상적인 외교 관계를 회복하기로 합의한다고 발표한다.[111]
- 6월 22일 – 네팔 대사관과 인도 당국의 협력 작전으로 우타라칸드 카십푸르에서 갇혀 있던 네팔 청년 35명이 구조된다.[112][113]
- 6월 25일 –
  - 슈반슈 슈클라는 미국 케네디 우주 센터에서 이륙하는 액시옴 미션 4의 그룹 대장으로 1984년 라케시 샤르마 이후 두 번째로 우주로 가는 인도인이 된다.[114]
  - 히마찰프라데시주에서 홍수로 최소 3명이 사망하고 11명이 실종된 것으로 보고된다.[115]
- 6월 26일 – 우타라칸드주, 루드라프라야그에서 버스가 알락난다강에 추락하여 최소 3명이 사망하고 9명이 부상당한다.[116][117]
- 6월 29일 – 오디샤주, 푸리의 군디차 사원 근처에서 힌두교 축제 중 압사 사고가 발생하여 최소 3명이 사망한다.[118]
- 6월 30일 – 텔랑가나주, 산가레디의 시가치 인더스트리 제약 생산 공장에서 화학 공장 폭발로 최소 44명이 사망하고 여러 명이 부상당한다.[119]

### 7월
- 7월 4일 – 마니푸르주에서 진행 중인 민족 폭력 속에서 보안군의 합동 작전으로 최소 203정의 총기가 회수된다.[120]
- 7월 5일 – X는 2000년 정보 기술법 제69A조에 따른 법적 요청을 이유로 인도 내 여러 로이터 계정에 대한 접근을 잠시 보류한다. 계정은 다음 날 복원된다.[121]
- 7월 8일 –
  - 타밀나두주, 비루두나가르의 불꽃놀이 공장에서 화재와 폭발로 8개의 방이 붕괴되어 10명이 사망하고 여러 명이 부상당한다.[122]
  - 비하르주에서 마녀 혐의로 일가족 5명이 구타당해 사망한다.[123]
- 7월 9일 –
  - 구자라트주, 바도다라의 감비라-무즈푸르 다리 붕괴로 11명이 사망한다.[124][125]
  - 라자스탄주 추루 근처에서 인도 공군 훈련기가 추락하여 조종사 2명이 사망한다.[126]
  - 카르나타카주의 라마티르타 언덕 동굴에서 일주일간 머무른 러시아 여성과 그녀의 두 자녀가 발견된다.[127]
- 7월 10일 –
  - 하리아나주에서 규모 4.5의 지진이 발생하여 메루트에서 2명이 사망한다.[128]
  - 라디카 야다브 살인 사건.
- 7월 11일 – 인도의 마라타 군사 경관이 유네스코에 의해 세계유산으로 지정된다.[129]
- 7월 15일 – 마니푸르주에서 진행 중인 민족 폭력 속에서 보안군의 합동 작전으로 최소 86정의 총기와 974발의 탄약이 회수된다.[130]
- 7월 21일 –
  - 봄베이 고등법원은 검찰의 증거 부족으로 2006년 뭄바이 열차 폭탄 테러 혐의로 기소된 피고인 12명 전원에게 무죄를 선고한다.[131][132]
  - 자그딥 단카르가 건강상의 이유로 인도 부통령직을 사임한다.[133]

### 예정된 행사
- 정확한 날짜 미상 – 2025 카바디 월드컵 (국제 카바디 연맹).[134][135]
- 정확한 날짜 미상 – 2025년 인도 부통령 선거.
- 10월 – 2025 아시아컵[136][137]
- 10월/11월 – 2025 비하르 주의회 선거
- 12월 – 2025 FIH 하키 남자 주니어 월드컵[138][139]

## 사망

### 1월
- 1월 1일 -
  - 프라딥 헴싱 자다브, 70세, 정치인
  - K. S. 마닐랄, 86세, 식물학자이자 분류학자
  - 무케시 찬드라카르, 32세, 언론인
  - 카악, 84세, 만화가.[140]
- 1월 2일 -
  - 고빈드 샤란 로라, 69세, 민요 가수, 작곡가, 무용가
  - S. 자야찬드란 나이르, 85세, 언론인
- 1월 4일 - 라자고팔라 치담바람, 88세, 핵과학자
- 1월 5일 - 나 디수자, 87세, 소설가
- 1월 6일 - 알록 차테르지, 64세, 연극 배우 및 감독
- 1월 7일 -
  - 지반 무코파드야이, 76세, 정치인
  - 자그디시 미탈, 99세, 미술품 수집가
- 1월 8일 -
  - 프리티시 난디, 73세, 영화 제작자, 시인, 정치인
  - 갸나다 카카티, 92세, 배우
- 1월 9일 -
  - 빔라 비셀, 92세, 공무원 및 사업가
  - P. 자야찬드란, 80세, 플레이백 가수
- 1월 11일 - 구르프리트 고기, 57세, 정치인
- 1월 12일 - 만다 자간나트, 73세, 정치인
- 1월 13일 -
  - 압둘 사타르 쿤주, 85세, 경찰관
  - 팔라발라사 라자세카람, 80세, 정치인
- 1월 14일 - 수라트 싱 칼사, 91세, 인도계 미국인 정치 운동가
- 1월 15일 -
  - 자파르 마수드 하사니 나드위, 59세, 이슬람 학자
  - 수딥 판데이, 30세, 배우 및 프로듀서
  - 만줄 신하, 텔레비전 감독
  - P. R. 순다람, 73세, 정치인
  - 사리가마 비지, 76세, 배우
- 1월 17일 -
  - M. 스리니바스, 82세, 정치인
  - K. N. 찬드라세카란 필라이, 81세, 법학자
- 1월 18일 -
  - N. 카이시, 58세, 정치인
  - K. R. 푸니아, 89세, 정치인
  - T. M. 자야무루간, 영화 감독
- 1월 19일 - K. K. 강가다란, 75세, 번역가
- 1월 20일 - 샴시르 싱 만하스, 65세, 정치인
- 1월 21일 - 카아지 싱, 80세, 타악기 연주자
- 1월 22일 - 타비시 메흐디, 73세, 시인
- 1월 23일 - 아푼니 타라칸, 96세, 예술가
- 1월 25일 -
  - 타룬 바르티야, 54세, 영화 제작자, 시인, 사회 운동가
  - K. M. 체리안, 82세, 심장 외과 의사
  - 하르팔 브라르, 85세, 정치인
  - 라티카 카트, 76세, 조각가
- 1월 26일 -
  - 샤피, 56세, 영화 감독
  - 사마렌드라 나라얀 데브, 84세, 영화 제작자

### 2월
- 2월 1일 -
  - 나빈 차울라, 79세, 공무원
  - 키샨 카푸르, 73세, 정치인
  - 자키아 자프리, 86세, 인권 운동가
- 2월 2일 - 나시루딘 아메드, 70~71세, 정치인
- 2월 3일 -
  - 사예드 아시프 카드리, 88세, 테니스 선수
  - 빅터 메네제스, 77세, 은행가
- 2월 4일 -
  - 카르샨 솔란키, 68세, 정치인
  - 푸시팔라타, 87세, 배우
- 2월 7일 - 카메슈와르 초팔, 68세, 정치인
- 2월 8일 - 걀로 톤둡, 97세, 티베트 망명자, 제14대 달라이 라마의 형.[141]
- 2월 10일 - 구르데브 싱, 77세, 사로드 연주자
- 2월 11일 - 라오사헤브 랑나트 보라데, 84세, 소설가
- 2월 12일 - 프라바카르 카레카르, 80세, 힌두스탄 고전 가수
- 2월 13일 -
  - 수크리 봄마고우다, 88세, 민요 가수
  - 투카람 비드카르, 정치인 및 배우
- 2월 15일 -
  - 프라툴 무코파드야이, 82세, 가수 및 작곡가
  - 라부 마믈레다르, 68세, 정치인
  - R. M. 바사감, 81~82세, 우주 과학자
  - 비노드 쿠마르 굽타, 77세, 법학자
- 2월 16일 - 크리슈나베니, 100세, 배우
- 2월 19일 -
  - 밀린드 레게, 76세, 크리켓 선수
  - 샴 싱 샤시, 89세, 사회 인류학자
  - S. K. 카울, 89세, 공군 장교
- 2월 20일 - 케종 창, 90세, 정치인
- 2월 22일 - 마야다르 라우트, 94세, 오디시 무용수
- 2월 25일 -
  - 비말라 랑가차르, 96세, 교육자
  - 칼라 나트 샤스트리, 88세, 언어학자 및 산스크리트 학자
- 2월 26일 - 아닐 R. 조시, 84세, 시인 및 수필가
- 2월 27일 -
  - 우탐 모한티, 66세, 배우
  - P. 라주, 73세, 정치인

### 3월
- 3월 2일 -
  - 브루노 수자, 99세, 건축가
  - 조지 P. 아브라함, 74세, 비뇨기과 의사 및 신장 전문의
- 3월 3일 -
  - 파드마카르 시발카르, 84세, 크리켓 선수
  - 수닐 사트팔 상완, 77세, 정치인
- 3월 5일 - S.K. 바가, 71세, 정치인
- 3월 8일 -
  - V. 라마스와미, 96세, 판사
  - 하르반스 잔두, 71세, 작사가
- 3월 9일 - 가리멜라 발라크리슈나 프라사드, 76세, 고전 음악가 및 가수
- 3월 10일 - B. 수바야 셰티, 91세, 정치인
- 3월 12일 - 사예드 아비드 알리, 83세, 크리켓 선수
- 3월 13일 -
  - K. K. 코추, 76세, 작가 및 사회 운동가
  - 릴 바하두르 체트리, 92세, 소설가
- 3월 14일 -
  - 뎁 무케르지, 83세, 배우
  - 판차크샤리 히레마스, 92세, 작가, 비평가 및 번역가
- 3월 16일 -
  - 라마칸타 라트, 90세, 근대 시인
  - 빈두 고쉬, 76세, 배우 및 안무가
  - 아르빈드 싱 메와르, 80세, 사교계 명사 및 호텔리어, HRH 호텔 그룹 회장
- 3월 17일 -
  - 데벤드라 프라단, 83세, 정치인
  - 만콤부 고팔라크리슈난, 77세, 작사가
  - 펨마라주 스리니바사 라오, 83세, 법률 전문가.
- 3월 20일 - A. T. 라구, 75세, 영화 감독
- 3월 21일 -
  - 데벤드라 샤르마, 66세, 정치인
  - 라케시 판데이, 76세, 배우
- 3월 23일 - 크리슈나 랄 차다, 88세, 원예 과학자
- 3월 25일 -
  - 시한 후사이니, 60세, 배우 및 가라데 선수
  - 마노지 바라티라자, 48세, 배우 및 영화 감독
  - 사예드 알리 아슈라피, 정치인 및 이슬람 학자
- 3월 26일 - 카루파사미 판디안, 76세, 정치인
- 3월 27일 - 하리크리슈나 파타크, 86세, 시인, 단편 소설 작가 및 편집자
- 3월 28일 - 유리코 다 실바, 91세, 판사
- 3월 30일 -
  - 타룬 아가르왈, 69세, 법학자
  - 프렘 파르카시, 92세, 작가

### 4월
- 4월 4일 -
  - 마노지 쿠마르, 87세, 배우 및 영화 감독[142]
  - 라비쿠마르, 71세, 배우
- 4월 6일 - 파스칼 톱노, 92세, 로마 가톨릭 고위 성직자
- 4월 7일 -
  - 라그비르 랄, 95세, 하키 선수
  - 키슈나 람 나이, 90세, 정치인
- 4월 8일 - 람 사하이 판데이, 92세, 라이 민속 무용가
- 4월 9일 - 쿠마리 아난탄, 92세, 정치인.
- 4월 11일 - 압두르 라자크 몰라, 80세, 정치인
- 4월 12일 -
  - 쿠무디니 라키아, 94세, 카탁 무용가
  - 다리팔리 라마이아, 87세, 사회 운동가 및 환경 운동가
- 4월 13일 -
  - 칼라이풀리 G. 세카란, 73세, 영화 배급업자, 각본가 및 배우.
  - 뱅크 자나르단, 76세, 칸나다 배우
- 4월 15일 - S. S. 스탠리, 57세, 영화 감독
- 4월 16일 - 자이 키샨, 66세, 정치인
- 4월 17일 - 로즈 케르케타, 84세, 작가
- 4월 18일 -
  - 매튜 칼라리칼, 77세, 심장 전문의
  - A. P. 발라찬드란, 87세, 이론 물리학자
- 4월 20일 - 크리샨 찬드라 싱할, 83세, 약리학자
- 4월 21일 - 틸락다리 싱, 87세, 정치인
- 4월 25일 - 크리슈나스와미 카스투리랑간, 84세, 우주 과학자.
- 4월 26일 - M. G. S. 나라야난, 92세, 역사학자.
- 4월 28일 - 샤지 N. 카룬, 73세, 영화 제작자.
- 4월 29일 - 조티 프라카시 타망, 63세, 미생물학자.
- 4월 30일 -
  - 람다스 암바카르, 64세, 정치인
  - 서니 토마스, 83세, 사격 코치
  - 로날드 사파 틀라우, 71세, 정치인

### 5월
- 5월 1일 -
  - 기리자 비야스, 78세, 정치인
  - 비슈누 프라사드, 49세, 영화 배우 (카이에툼 두라트, 맘파자칼람, 파타카)
- 5월 3일 - 시바난다, 요가 강사이자 장수 주장자
- 5월 4일 -
  - K. V. 라비야, 59세, 사회 운동가 및 문맹 퇴치 운동가.
  - 굴람 모하메드 바스탄비, 75세, 이슬람 학자, 다룰 울룸 데오반드 부총장 (2011).
- 5월 6일 - 수가바시 팔라콘드라유두, 78세, 정치인, 국회의원 (1984~1989) 및 안드라프라데시 주의회 의원 (1978~1985, 1999~2009).
- 5월 7일 - 마다브 바제, 85세, 배우 (샴치 아이, 세 얼간이)[143]
- 5월 8일 - B. 라지 레디, 80세, 정치인, 안드라프라데시 주의회 의원 (2009~2014).[144]
- 5월 10일 -
  - 수바나 아이야판, 69세, 양식 과학자 (블루 혁명)
  - 라마난드 프라사드 싱, 83~84세, 정치인, 비하르 주의회 의원 (2004~2010, 2015~2020).
- 5월 11일 - 헤마벤 아차리야, 91세, 정치인
- 5월 14일 -
  - 발라찬드라 라오, 80세, 천문학자 및 수학자
  - 난다리케 발라찬드라 라오, 72세, 언론인 및 작가
- 5월 15일 - 타파스 쿠마르 사하, 65세, 정치인
- 5월 17일 - 사로지 고세, 89세, 박물관 설립자
- 5월 18일 - S. R. 나야크, 81세, 법학자
- 5월 20일 -
  - 자얀트 나를리카르, 86세, 천체물리학자.[145]
  - M. R. 스리니바산, 95세, 핵 과학자
- 5월 21일 - 남발라 케샤바 라오, 69~70세, 마오주의 반군, 인도 공산당 (마오주의) 사무총장 (2018년부터).[146]
- 5월 22일 - 라탄 싱 자기, 97세, 학자
- 5월 23일 - 무쿨 데브, 54세, 배우
- 5월 26일 -
  - R. T. 데슈무크, 정치인
  - 람 프라카시 밤바흐, 99세, 수학자
- 5월 27일 - 바노트 마단랄, 62세, 정치인
- 5월 28일 -
  - 선조이 몽가, 63세, 야생 동물 사진작가
  - 수크데브 싱 딘드사, 89세, 정치인
- 5월 29일 -
  - 프라산나 파트나이크, 76세, 인도 정치인, 오디샤 주의회 의원 (1977~1980, 1985~1995).[147]
  - 라제시, 75세, 인도 배우 (칸니 파루바틸레, 아차밀라이 아차밀라이, 비루만디).[148]
- 5월 30일 -
  - H. S. 벤카테샤무르티, 80세, 인도 각본가 (친나리 무타, 크라우리야) 및 작사가 (코트레시 카나수).[149]
  - 압둘 이스마일, 79세, 인도 크리켓 선수 (봄베이), 심장마비.[150]
- 5월 31일 - 발미크 타파르, 73세, 자연주의자

### 6월
- 6월 4일 - 수쿠르 알리 아메드, 66세, 정치인
- 6월 6일 - 테날라 발라크리슈나 필라이, 95세, 정치인
- 6월 8일 - 마간티 고피나트, 62세, 정치인
- 6월 9일 -
  - 파르토 고쉬, 76세, 영화 감독
  - S. 구나세카란, 58세, 정치인
- 6월 12일 -
  - 비제이 루파니, 68세, 국회의원 (2006~2012), 구자라트주 수석 장관 (2016~2021)[151]
  - 선제이 카푸르, 53세, 사업가
- 6월 14일 - 콜랑구디 카루파이, 99세, 민요 가수
- 6월 16일 -
  - 넬라이 S. 무투, 74세, 작가 및 소설가
  - 망갈라 바트, 62세, 카타크 무용수
  - 인디라 빌리, 88세, 배우
- 6월 17일 - 산자이 라지 수바, 65세, 정치인
- 6월 18일 - 마루티 치탐팔리, 92세, 자연주의자, 야생 동물 보호론자 및 작가
- 6월 19일 -
  - 프라풀라 로이, 90세, 각본가
  - 비벡 라구(마라티어판), 71세, 마라티 무대 배우
- 6월 20일 -
  - 투샤르 가디가온카르, 34세, 마라티 배우, 감독 및 작가
  - 푸란 찬드 조시, 69세, 인류학자 및 학술 행정관
- 6월 23일 -
  - 딜립 도시, 77세, 크리켓 선수[152]
  - 모한 싱 콜리, 93세, 해군 장교 및 등반가
- 6월 24일 - 무둔디 라마크리슈나 라주, 95세, 핵 물리학자
- 6월 26일 - 수렌드라 두베이, 71세, 시인
- 6월 27일 -
  - 셰팔리 자리왈라, 42세, 배우 및 리얼리티 쇼 출연자
  - B. D. 베링, 79세, 정치인
  - 카슈미르 싱 소할, 62세, 정치인
- 6월 28일 - 사키브 나찬, 유죄 판결을 받은 테러리스트

### 7월
- 7월 2일 - 셰카르 더트, 79세, 공무원
- 7월 4일 - 무니슈와르 찬다르 다와르, 79세, 의사
- 7월 5일 - 아난드 싱, 86세, 정치인
- 7월 7일 - 시바 샤크티 다타, 92세, 영화 감독 및 작사가
- 7월 10일 - 찬드라 셰카르 두베이, 87세, 정치인
- 7월 12일 -
  - 가둘 싱 라마, 86세, 작가
  - 라마무르티 라자라만, 86세, 학자
- 7월 13일 -
  - 코타 스리니바사 라오, 83세, 배우 및 정치인
  - K. B. 가나파티, 85세, 작가, 사업가 및 편집자
- 7월 14일 -
  - B. 사로자 데비, 87세, 배우
  - 파우자 싱, 114세, 마라톤 선수 및 장수 주장자[153]
- 7월 15일 - 디라지 쿠마르, 80세, 배우, 감독 및 텔레비전 프로듀서
- 7월 16일 - C. V. 파드마라잔, 93세, 정치인
- 7월 18일 -
  - 피시 벤카트, 53세, 배우
  - 벨루 프라바카란, 68세, 영화 감독
  - M. K. 무투, 73세, 배우, 플레이백 가수 및 정치인
- 7월 20일 -
  - 찬드라 바로트, 86세, 영화 감독
  - 아부 헤나, 75세, 정치인
- 7월 21일 -
  - V. S. 아추타난다난, 101세, 케랄라 수석 장관 (2006~2011) 및 7선 케랄라 주의회 의원[154]
  - 랄린틀루앙가 사일로, 65세, 정치인